# Aguaceiro

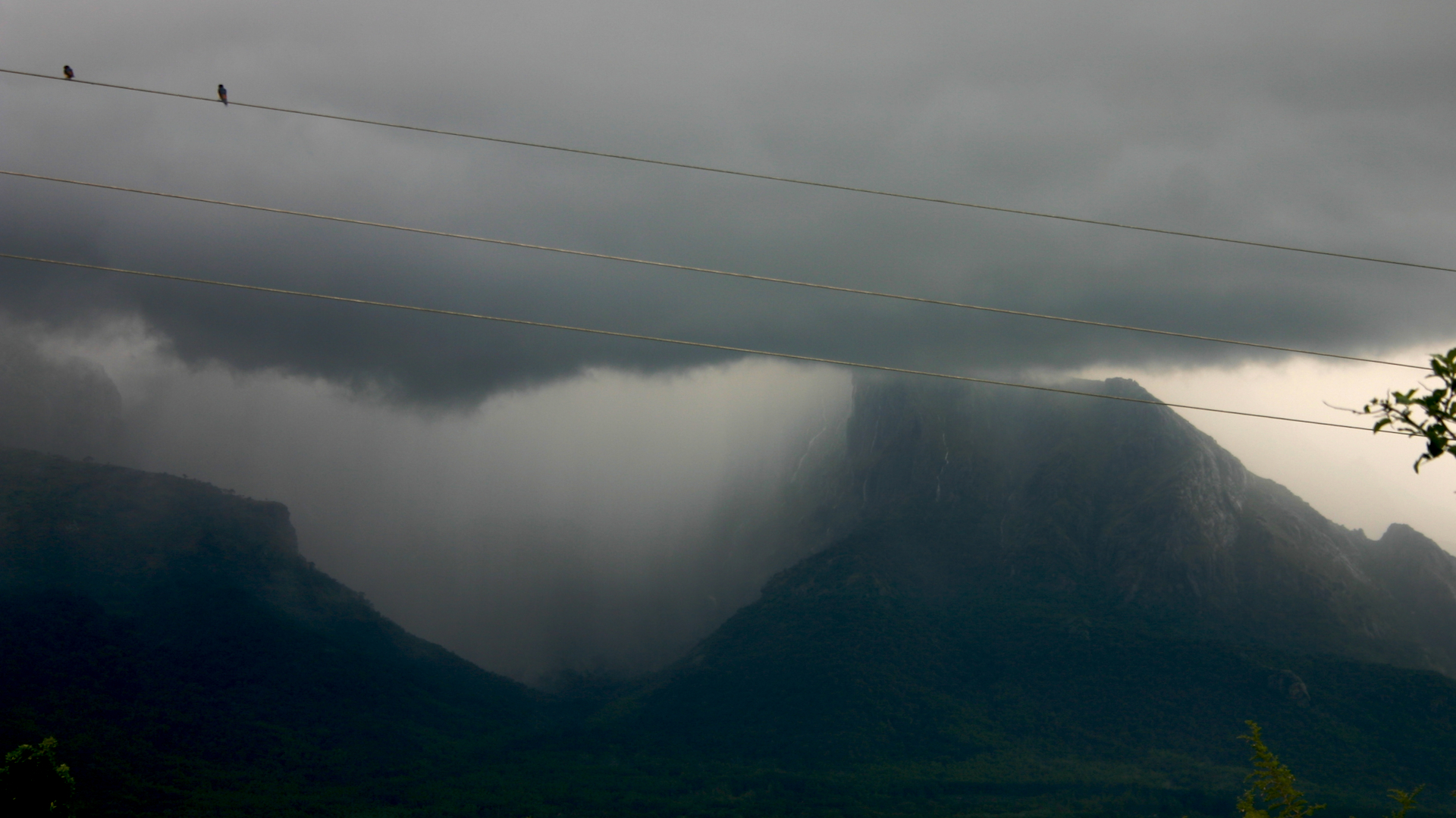
Cloudburst no Parque Nacional de Mudumalai, na Índia.

Um cloudburst, traduzido literalmente para o português como aguaceiro, é uma precipitação extremamente volumosa e de curta duração (geralmente inferior a uma hora). Segundo o Departamento Meteorológico da Índia (IMD), é necessário uma taxa de queda de 100 mm/h para que uma chuva forte seja considerada um cloudburst. O fenômeno muitas vezes é concentrado em uma área limitada e indicado por uma cortina de chuva.